# Sara Holmgren (friidrottare)
Sara Holmgren, född 14 augusti 1990, är en svensk friidrottare (terränglöpning) som tävlar för klubben Sävedalens AIK.
I september 2017 vann hon Tjejmilen.

## Personliga rekord
| Utomhus - 1 500 meter – 4:29,83 (Karlstad, Sverige 27 juli 2016) - 3 000 meter – 9:30,53 (Göteborg, Sverige 15 juni 2016) - 5 000 meter – 16:32,97 (Köpenhamn, Danmark 10 augusti 2017) - 5 000 meter – 16:37,67 (Watford, Storbritannien 27 juni 2015) - 10 000 meter – 34:35,09 (Köpenhamn, Danmark 20 juni 2017) - 10 000 meter – 34:57,13 (Allerød, Danmark 14 maj 2016) - 10 kilometer landsväg – 34:52 (Stockholm, Sverige 2 september 2017) - Halvmaraton – 1:15:23 (Barcelona, Spanien, Sverige 11 februari 2018) - Maraton – 3:05:02 (Dubai, Förenade Arabrepubliken 23 januari 2015) | Inomhus - 1 500 meter – 4:34,57 (Växjö, Sverige 26 februari 2017) - 3 000 meter – 9:45,65 (Malmö, Sverige 27 februari 2016) |